# NN-107
La carretera NN‑107 es una vía colectora secundaria en el departamento de Jinotega. Comunica la cabecera municipal de Santa María de Pantasma con la ciudad de Jinotega, y mejora la conectividad regional al cruzar diversas comunidades rurales.

## Trazado y cruces
| km   | Localidad / Punto       | Departamento | Conexión / Ruta                      |
| ---- | ----------------------- | ------------ | ------------------------------------ |
| 0,0  | Santa María de Pantasma | Jinotega     | Camino rural                         |
| 18,0 | Comunidad El Sauce      | Jinotega     |                                      |
| 35,0 | Jinotega                | Jinotega     | Empalme con NN‑107 y caminos locales |

## Coordenadas
Uno de los tramos de la NN‑107 puede ubicarse aproximadamente en: 13°06′13″N 86°00′21″O / 13.1035, -86.0058